# Hooke (cráter marciano)
Hooke es un cráter de impacto situado en el cuadrángulo Argyre de Marte, en las coordenadas 44,92° de latitud sur y 315.6° de longitud este. Su diámetro es de unos 137 km. Su nombre fue aprobado en 1973, y conmemora al físico británico Robert Hooke (1635-1703). Algunos de las dunas del cráter presentan causes sobre ellas. Dado que estos cauces son un poco diferentes a los que se presentan sobre las paredes del cráter y otras pendientes empinadas, se piensa que han podido ser causados por flujos de agua.
| [[File:Wikihooke.jpg\|1200px\|alt={{{Alt\|{{{descripción}}}]] |
| Cráter Hokke, fotografía de la cámara CTX a bordo del Mars Reconnaissance Orbiter. Interior del cráter. Las zonas oscuras son dunas (El norte, hacia la izquierda de la fotografía). |

|  |  |